# کمیسیون حقوق بین‌الملل

عکس اعضا درسال ۲۰۱۸

مجمع عمومی ملل متحد در ۲۱ نوامبر ۱۹۴۷، به موجب قطعنامه شماره174 (II) با تأسیس کمیسیون حقوق بین‌الملل سازمان ملل متحد موافقت و اساسنامه آن را به تصویب رسانید. از آن پس تاکنون، مجمع عمومی ملل متحد با تصویب شش قطعنامه دیگر در زمانهای مختلف، تغییراتی در این نهاد ایجاد نموده‌است.
به موجب فراز آغازین ماده اول اساسنامه این نهاد، هدف اصلی کمیسیون حقوق بین‌الملل، توسعه و تدوین حقوق بین‌الملل می‌باشد. کمیسیون حقوق بین‌الملل برای انجام این مهم به‌طور ادواری پیش‌نویس اسنادی را به صورت متن معاهدات بین‌المللی یا گزارش‌های توجیهی تنظیم و در اختیار مجمع عمومی سازمان ملل قرار می‌دهد. از اینرو بسیاری از معاهدات بین‌المللی مطرح، به همت این کمیسیون طراحی و تدوین گشته‌است. کمیسیون دارای ۳۴ عضو می‌باشد که از سوی کشورهای جهان کاندید و نهایتاً از سوی مجمع عمومی ملل متحد انتخاب می‌گردند.